# 44. ceremonia wręczenia Złotych Globów
Złote Globy w roku 1986.

## Kino

### Najlepszy film dramatyczny
- Pluton, reż. Oliver Stone

nominacje:
- Dzieci gorszego boga, reż. Randa Haines
- Misja, reż. Roland Joffé
- Mona Lisa, reż. Neil Jordan
- Pokój z widokiem, reż. James Ivory
- Stań przy mnie, reż. Rob Reiner

### Najlepsza komedia lub musical
- Hannah i jej siostry, reż. Woody Allen

nominacje:
- Zbrodnie serca, reż. Bruce Beresford
- Krokodyl Dundee, reż. Peter Faiman
- Włóczęga z Beverly Hills, reż. Paul Mazursky
- Sklepik z horrorami, reż. Frank Oz
- Peggy Sue wyszła za mąż, reż. Francis Ford Coppola

### Najlepszy aktor dramatyczny
- Bob Hoskins - Mona Lisa

nominacje:
- Dexter Gordon - Około północy
- William Hurt - Dzieci gorszego boga
- Paul Newman - Kolor pieniędzy
- Jeremy Irons - Misja
- Harrison Ford - Wybrzeże Moskitów

### Najlepszy aktor w komedii lub musicalu
- Paul Hogan - Krokodyl Dundee

nominacje:
- Matthew Broderick - Wolny dzień Ferrisa Buellera
- Danny DeVito - Bezlitośni ludzie
- Jeff Daniels - Dzika namiętność
- Jack Lemmon - Takie jest życie

### Najlepsza aktorka dramatyczna
- Marlee Matlin - Dzieci gorszego boga

nominacje:
- Anne Bancroft - Dobranoc, mamusiu
- Sigourney Weaver - Obcy – decydujące starcie
- Julie Andrews - Duet na jeden instrument
- Farrah Fawcett - Skrajności

### Najlepsza aktorka w komedii lub musicalu
- Sissy Spacek - Zbrodnie serca

nominacje:
- Bette Midler - Włóczęga z Beverly Hills
- Kathleen Turner - Peggy Sue wyszła za mąż
- Melanie Griffith - Dzika namiętność
- Julie Andrews - Takie jest życie

### Najlepszy aktor drugoplanowy
- Tom Berenger - Pluton

nominacje:
- Dennis Hopper - Blue Velvet
- Michael Caine - Hannah i jej siostry
- Dennis Hopper - Mistrzowski rzut
- Ray Liotta - Dzika namiętność

### Najlepsza aktorka drugoplanowa
- Maggie Smith - Pokój z widokiem

nominacje:
- Mary Elizabeth Mastrantonio - Kolor pieniędzy
- Linda Kozlowski - Krokodyl Dundee
- Dianne Wiest - Hannah i jej siostry
- Cathy Tyson - Mona Lisa

### Najlepsza reżyseria
- Oliver Stone - Pluton

nominacje:
- Woody Allen - Hannah i jej siostry
- Roland Joffé - Misja
- James Ivory - Pokój z widokiem
- Rob Reiner - Stań przy mnie

### Najlepszy scenariusz
- Robert Bolt - Misja

nominacje:
- David Lynch - Blue Velvet
- Woody Allen - Hannah i jej siostry
- Neil Jordan, David Leland - Mona Lisa
- Oliver Stone - Pluton

### Najlepsza muzyka
- Ennio Morricone - Misja

nominacje:
- Herbie Hancock - Około północy
- Miles Goodman - Sklepik z horrorami
- Maurice Jarre - Wybrzeże Moskitów
- Harold Faltermeyer - Top Gun

### Najlepsza piosenka
- „Take My Breath Away” - Top Gun; muzyka: Giorgio Moroder; słowa: Tom Whitlock

nominacje:
- „Somewhere Out There” - Amerykańska opowieść; muzyka: James Horner, Barry Mann;słowa: Cynthia Weil
- „Glory of Love” - Karate Kid II; muzyka: David Foster, Peter Cetera; słowa:David Foster, Peter Cetera, Diane Nini
- „Sweet Freedom” - Zapomnieć o strachu; muzyka i słowa: Rod Temperton
- „Life in a Looking Glass” - Takie jest życie; muzyka: Henry Mancini; słowa: Leslie Bricusse
- „They Don't Make Them Like They Used to” - Twardziele; muzyka i słowa: Burt Bacharach, Carole Bayer Sager, Kenny Rogers

## Telewizja
- Don Johnson - najlepszy aktor w serialu dramatycznym (Miami Vice)
- Edward James Olmos - wyróżniający się aktor drugoplanowy w serialu lub filmie telewizyjnym (Miami Vice)